# Brachonchulus sumatrensis
Brachonchulus sumatrensis är en rundmaskart. Brachonchulus sumatrensis ingår i släktet Brachonchulus och familjen Mononchidae. Inga underarter finns listade i Catalogue of Life.